# Aedokritus souzalopesi
Aedokritus souzalopesi är en tvåvingeart som beskrevs av Oliviera 1989. Aedokritus souzalopesi ingår i släktet Aedokritus och familjen fjädermyggor. Inga underarter finns listade i Catalogue of Life.